# ムワロ
ムワロ（Mwaro）は、ギテガ県の都市。ムワロ郡（コミューン）の行政中心地。ブルンジ中央部、国道18号線沿いに位置する。人口は4,886人（2012年推計）。
1998年から2025年まで存在したムワロ県の県都であった。